# HSL-Zuid

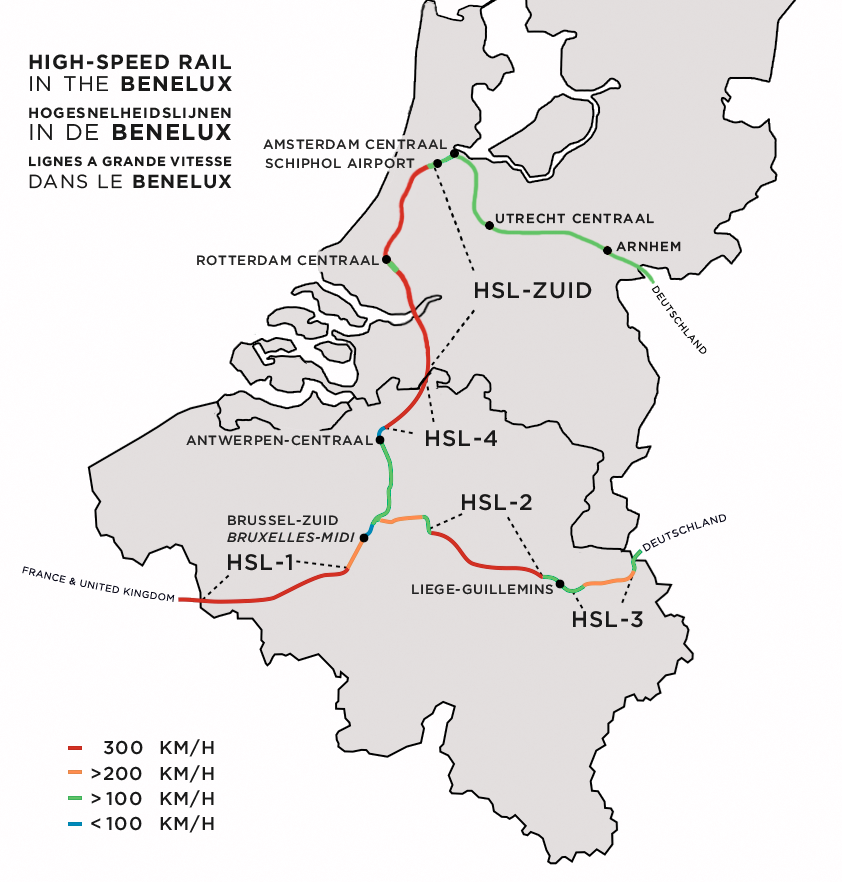
Linjesträckning

Hoogsnelheidslijn Zuid (förkortat HSL Zuid) är en höghastighetsjärnväg mellan Amsterdam och Bryssel. Den var från början tänkt för tågtjänsten Fyra (serie 900) men när NMBS/SNCB drog in tillståndet för NS HiSpeed att köra Fyra-tågen in i Belgien förlades all trafik på sidlinjen till Breda. Järnvägen trafikeras även av THAlys på sträckan Amsterdam - Bryssel - Paris - Marseille.